# Vol animal

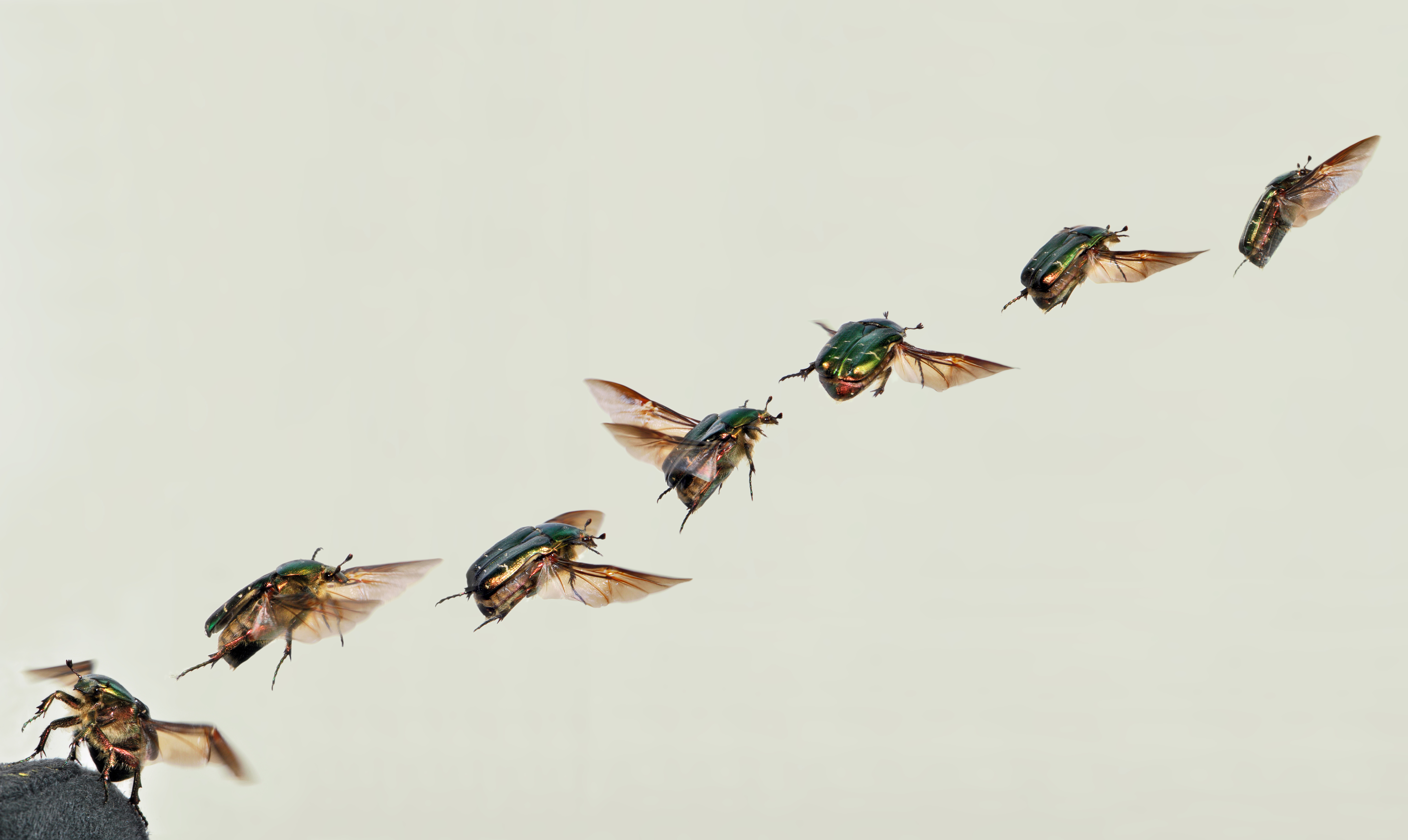
Descomposició del vol de cetonia aurata.

El vol animal o locomoció aèria, és una capacitat posseïda per diversos animals. Aquesta pot presentar-se en forma de vol propulsat o de vol lliure. Aquest tret ha aparegut moltes vegades a través del procés d'evolució, sense que hi hagi entre aquestes espècies cap ancestre comú. El vol ha evolucionat almenys quatre vegades, en animals separats. Aquests són els insectes, els pterosaures, els ocells i els ratpenats. El vol sense motor o "vol lliure" ha estat part de l'evolució animal moltes vegades que el motoritzat. En general, aquest desenvolupament es dóna per ajudar els animals de dosser arbori a passar d'un arbre a un altre, encara que també hi ha altres possibilitats. Aquest darrer ha estat part de l'evolució d'animals de la selva tropical, especialment d'Àsia (més especialment a Borneo ), on els arbres són alts i molt espaiats. Diverses espècies d'animals aquàtics i alguns amfibis i rèptils també han desenvolupat aquesta capacitat de vol lliscant, generalment com un mitjà per evadir depredadors.
En els animals, el vol és un moviment en un medi aeri que té la particularitat de ser voluntari (a diferència de les caigudes accidentals) i perllongat (a diferència dels salts) i que sembla fugir de la gravetat. Parlem de vol passiu quan l'animal només és capaç de vol planejar i vol actiu quan és capaç de batre les ales (encara que les condicions siguin insuficients per al vol planejat, l'animal continua sent capaç de volar).

## Insectes
Els insectes són els únics invertebrats que realment poden volar. Les aranyes, així com molts altres organismes petits, poden ser transportades pel vent, però no tenen ales i no poden dirigir el seu moviment. La capacitat de volar era important per a la dispersió dels insectes. Aquesta capacitat els permet escapar dels seus depredadors, aparellar-se més fàcilment, arribar a nous biòtops i noves reserves d'aliments on poder dipositar la seva descendència.
Tanmateix, no tots els insectes, encara que siguin alats, volen necessàriament. Alguns simplement són reticents a volar mentre que altres són incapaços de fer-ho.

## Vertebrats

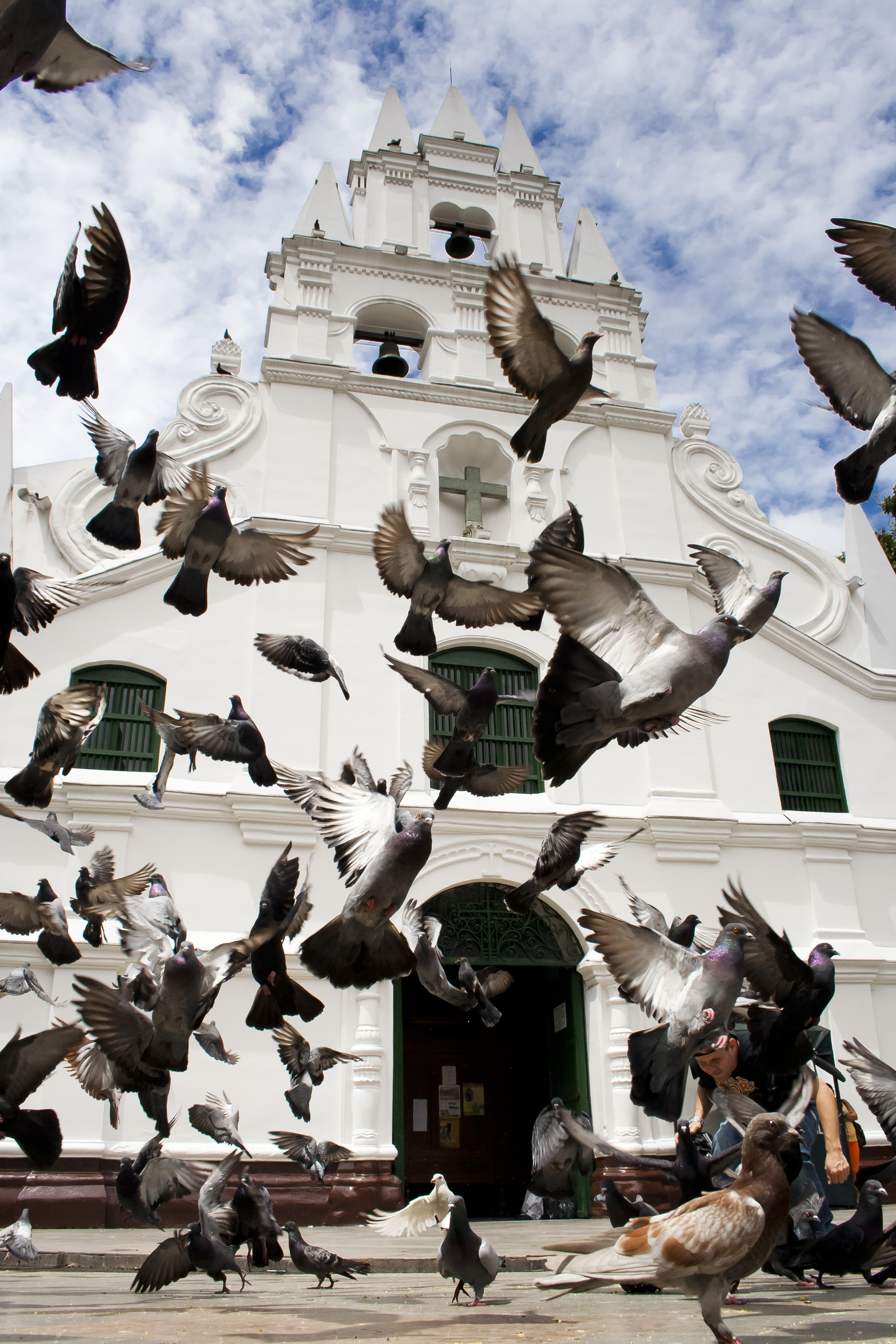
Aquesta fotografia correspon a un monument nacional de Colòmbia, es poden apreciar diverses aus alçant el vol.

Entre els vertebrats capaços de volar batut hi ha els pterosaures, un ordre extint d'arcosaures, la majoria dels Avialae, un clade de dinosaures teròpodes (inclosos els neornithes, els ocells actuals) i els quiròpters ( ratpenats ), un ordre de mamífers placentaris.
L'Archaeopteryx tenia plomes però la seva capacitat de volar segueix sent controvertida No tenia ales totalment funcionals, dits amb urpes i cap os de la quilla per suportar els músculs del vol No obstant això, estudis tomogràfics de l'oïda interna i del cervell indiquen que presentava adaptacions neurològiques específiques dels ocells capaços de volar

### Aus
Les cultures humanes sempre han associat els ocells amb el vol, les espècies d'aus segueixen sent animals fonamentalment terrestres: la majoria de les espècies actuals passen més temps caminant, corrent o nedant que volant, i només alguns grups han desenvolupat tècniques de vol molt especialitzades ( els colibrís, per exemple, o fins i tot grups d'ocells marins com els albatros ). Els ocells volen no perquè tinguin plomes sinó perquè presenten un conjunt de característiques morfològiques, per tant ales, un complex esquelet-plomes. La mà, que s'ha fet molt estreta, forma una vareta triangular, que en un pardal, per exemple, conté dos metacarpians en lloc de cinc i restes de falanges corresponents als dits fusionats. És probable que la regressió de la mà i la formació de l'estructura "ala" estigui vinculada a la carrera bípede.
L'observació del vol de vertebrats com els ocells, o determinats mamífers, revela nombroses similituds entre l'aeronàutica ( avions i helicòpters ) i el vol dels animals. L'especialització de les aeronaus i els diferents modes de moviment a l'espai permeten fer una divisió semblant. Alguns ocells es citen com a exemples (i els enllaços fan referència a articles tècnics) per il·lustrar aquestes fases